# Dolichopeza (Nesopeza) scotoptera
Dolichopeza (Nesopeza) scotoptera is een tweevleugelige uit de familie langpootmuggen (Tipulidae). De soort komt voor in het Oriëntaals gebied.